# Élections législatives de 1936 dans l'Allier
Les élections législatives françaises de 1936 ont lieu les 26 avril et 3 mai

## Élus
| Député élu       | Groupe politique | Groupe politique |
| ---------------- | ---------------- | ---------------- |
| Paul Rives       |                  | SFIO             |
| Jean Barbier     |                  | SFIO             |
| Isidore Thivrier |                  | SFIO             |
| Marx Dormoy      |                  | SFIO             |
| René Boudet      |                  | SFIO             |
| Camille Planche  |                  | SFIO             |

## Résultats à l'échelle du département
| Partis         | Partis                                           | Premier tour | Premier tour | Deuxième tour | Deuxième tour | Sièges |
| Partis         | Partis                                           | Voix         | %            | Voix          | %             | Sièges |
| -------------- | ------------------------------------------------ | ------------ | ------------ | ------------- | ------------- | ------ |
|                | Section française de l'Internationale ouvrière   | 44 156       | 45,39        | 40 909        | 67,46         | 6      |
|                | Parti communiste-SFIC                            | 25 344       | 26,05        |               |               | 0      |
|                | Parti républicain, radical et radical-socialiste | 10 768       | 11,07        | 0             |               |        |
|                | Républicains socialistes                         | 6 126        | 6,30         | 7 019         | 11,57         | 0      |
|                | Alliance démocratique                            | 3 633        | 3,73         | 6 003         | 9,90          | 0      |
|                | Fédération républicaine                          | 3 340        | 3,43         | 3 299         | 5,44          | 0      |
|                | Parti démocrate populaire                        | 2 298        | 2,36         | 3 353         | 5,53          | 0      |
|                | Union socialiste républicaine                    | 756          | 0,78         |               |               | 0      |
|                | Parti agraire et paysan français                 | 427          | 0,44         | 0             |               |        |
|                | Communistes dissidents                           | 444          | 0,46         | 60            | 0,10          | 0      |
|                |                                                  |              |              |               |               |        |
| Inscrits       | Inscrits                                         | 120 982      | 100,00       | 80 613        | 100,00        | 6      |
| Votants        | Votants                                          | 102 398      | 84,64        | 63 362        | 78,60         |        |
| Abstentions    | Abstentions                                      | 18 584       | 15,36        | 17 251        | 21,40         |        |
| Blancs et nuls | Blancs et nuls                                   | 5 106        | 4,22         | 2 719         | 3,37          |        |
| Exprimés       | Exprimés                                         | 97 292       | 80,42        | 60 643        | 75,23         |        |

## Résultats par arrondissement

### Arrondissement de Gannat
| Candidats      | Candidats       | Étiquette      | Premier tour | Premier tour | Deuxième tour | Deuxième tour |
| Candidats      | Candidats       | Étiquette      | Voix         | %            | Voix          | %             |
| -------------- | --------------- | -------------- | ------------ | ------------ | ------------- | ------------- |
|                | Paul Rives      | SFIO           | 6 144        | 43,79        | 7 410         | 51,35         |
|                | Pradon-Vallancy | Rép. soc.      | 6 126        | 43,67        | 7 019         | 48,65         |
|                | Gire            | PC-SFIC        | 1 332        | 9,49         |               |               |
|                | Tourret         | PAPF           | 427          | 3,04         |               |               |
|                |                 |                |              |              |               |               |
| Inscrits       | Inscrits        | Inscrits       | 16 404       | 100,00       | 16 404        | 100,00        |
| Votants        | Votants         | Votants        | 14 180       | 86,44        | 14 526        | 88,55         |
| Abstention     | Abstention      | Abstention     | 2 224        | 13,56        | 1 878         | 11,45         |
| Blancs et nuls | Blancs et nuls  | Blancs et nuls | 151          | 1,06         | 97            | 0,67          |
| Exprimés       | Exprimés        | Exprimés       | 14 029       | 98,94        | 14 429        | 99,33         |

### Arrondissement de Lapalisse
| Candidats      | Candidats      | Étiquette      | Premier tour | Premier tour | Deuxième tour | Deuxième tour |
| Candidats      | Candidats      | Étiquette      | Voix         | %            | Voix          | %             |
| -------------- | -------------- | -------------- | ------------ | ------------ | ------------- | ------------- |
|                | Jean Barbier   | SFIO           | 9 740        | 36,86        | 15 711        | 72,15         |
|                | Lamoureux      | PRRRS          | 8 393        | 31,76        |               |               |
|                | Grenaud        | AD             | 3 633        | 13,75        | 6 003         | 27,57         |
|                | Villonnet      | PC-SFIC        | 3 459        | 13,09        |               |               |
|                | Bontemps       | USR            | 756          | 2,86         |               |               |
|                | Arnefaux       | Comm. diss.    | 444          | 1,68         | 60            | 0,28          |
|                |                |                |              |              |               |               |
| Inscrits       | Inscrits       | Inscrits       | 32 039       | 100,00       | 32 033        | 100,00        |
| Votants        | Votants        | Votants        | 26 886       | 83,92        | 23 742        | 74,12         |
| Abstention     | Abstention     | Abstention     | 5 153        | 16,08        | 8 291         | 25,88         |
| Blancs et nuls | Blancs et nuls | Blancs et nuls | 441          | 1,64         | 1 968         | 8,29          |
| Exprimés       | Exprimés       | Exprimés       | 26 425       | 98,29        | 21 774        | 91,71         |

### Arrondissement de Montluçon

#### 1recirconscription
| Candidats      | Candidats        | Étiquette      | Premier tour | Premier tour |
| Candidats      | Candidats        | Étiquette      | Voix         | %            |
| -------------- | ---------------- | -------------- | ------------ | ------------ |
|                | Isidore Thivrier | SFIO           | 7 103        | 50,32        |
|                | Valignat         | PC-SFIC        | 7 013        | 49,68        |
|                |                  |                |              |              |
| Inscrits       | Inscrits         | Inscrits       | 19 544       | 100,00       |
| Votants        | Votants          | Votants        | 16 569       | 84,78        |
| Abstention     | Abstention       | Abstention     | 2 975        | 15,22        |
| Blancs et nuls | Blancs et nuls   | Blancs et nuls | 2 453        | 14,80        |
| Exprimés       | Exprimés         | Exprimés       | 14 116       | 85,20        |

#### 2ecirconscription
| Candidats      | Candidats      | Étiquette      | Premier tour | Premier tour |
| Candidats      | Candidats      | Étiquette      | Voix         | %            |
| -------------- | -------------- | -------------- | ------------ | ------------ |
|                | Marx Dormoy    | SFIO           | 8 212        | 51,73        |
|                | Jardon         | PC-SFIC        | 7 664        | 48,27        |
|                |                |                |              |              |
| Inscrits       | Inscrits       | Inscrits       | 20 819       | 100,00       |
| Votants        | Votants        | Votants        | 17 297       | 83,08        |
| Abstention     | Abstention     | Abstention     | 3 522        | 16,92        |
| Blancs et nuls | Blancs et nuls | Blancs et nuls | 1 421        | 8,22         |
| Exprimés       | Exprimés       | Exprimés       | 15 876       | 91,78        |

### Arrondissement de Moulins

#### 1recirconscription
| Candidats      | Candidats      | Étiquette      | Premier tour | Premier tour | Deuxième tour | Deuxième tour |
| Candidats      | Candidats      | Étiquette      | Voix         | %            | Voix          | %             |
| -------------- | -------------- | -------------- | ------------ | ------------ | ------------- | ------------- |
|                | René Boudet    | SFIO           | 5 786        | 47,36        | 7 707         | 69,68         |
|                | Baudron        | PRRRS          | 2 375        | 19,44        |               |               |
|                | Ranglaret      | PDP            | 2 298        | 18,81        | 3 353         | 30,32         |
|                | Chabridon      | PC-SFIC        | 1 759        | 14,40        |               |               |
|                |                |                |              |              |               |               |
| Inscrits       | Inscrits       | Inscrits       | 14 724       | 100,00       | 14 724        | 100,00        |
| Votants        | Votants        | Votants        | 12 471       | 84,70        | 11 436        | 77,67         |
| Abstention     | Abstention     | Abstention     | 2 253        | 15,30        | 3 288         | 22,33         |
| Blancs et nuls | Blancs et nuls | Blancs et nuls | 253          | 2,03         | 376           | 3,29          |
| Exprimés       | Exprimés       | Exprimés       | 12 218       | 97,97        | 11 060        | 96,71         |

#### 2ecirconscription
| Candidats      | Candidats       | Étiquette      | Premier tour | Premier tour | Deuxième tour | Deuxième tour |
| Candidats      | Candidats       | Étiquette      | Voix         | %            | Voix          | %             |
| -------------- | --------------- | -------------- | ------------ | ------------ | ------------- | ------------- |
|                | Camille Planche | SFIO           | 7 171        | 49,02        | 10 081        | 75,34         |
|                | Guyot           | PC-SFIC        | 4 117        | 28,14        |               |               |
|                | Desfossés       | URD            | 3 340        | 22,83        | 3 299         | 24,66         |
|                |                 |                |              |              |               |               |
| Inscrits       | Inscrits        | Inscrits       | 17 452       | 100,00       | 17 452        | 100,00        |
| Votants        | Votants         | Votants        | 14 995       | 85,92        | 13 658        | 78,26         |
| Abstention     | Abstention      | Abstention     | 2 457        | 14,08        | 3 794         | 21,74         |
| Blancs et nuls | Blancs et nuls  | Blancs et nuls | 367          | 2,45         | 278           | 2,04          |
| Exprimés       | Exprimés        | Exprimés       | 14 628       | 97,55        | 13 380        | 97,96         |